# Championnat du monde masculin de handball 1958
Navigation
Suède 1954 Allemagne de l’Ouest 1961
Le troisième Championnat du monde masculin de handball a eu lieu 27 février au 2 mars 1958 en République démocratique allemande.
La Suède, tenante du titre, remporte son deuxième titre de championne du monde en battant en finale la Tchécoslovaquie. L'Allemagne, composée de joueurs de l'Allemagne de l'Ouest et de l'Est concourant en tant qu'Équipe unifiée d'Allemagne, complète le podium.

## Présentation

### Qualifications
Il n'y aurait pas eu de qualification, toutes les équipes affiliées à l'IHF sauf la Belgique, réserviste, auraient obtenues leur qualification pour la compétition : 15 équipes européennes et une équipe non-européenne, le Brésil.

### Modalités
Au tour préliminaire, les 16 équipes qualifiées sont réparties en quatre groupes de quatre équipes. Les deux premiers de chaque groupes sont qualifiés pour le tour principal, le résultat entre les deux équipes qualifiées étant conservé. Au tour principal, les huit équipes sont réparties en deux groupes de quatre équipes. Enfin, les matchs de classement opposent les équipes ayant terminé à la même place dans les deux groupes.

## Tour préliminaire

### Groupe A (Erfurt)
|   | Équipe   | Pts | J | G | N | P | Bp | Bc | Diff |
| - | -------- | --- | - | - | - | - | -- | -- | ---- |
| 1 | Suède    | 6   | 3 | 3 | 0 | 0 | 77 | 41 | 36   |
| 2 | Pologne  | 3   | 3 | 1 | 1 | 1 | 53 | 44 | 9    |
| 3 | Espagne  | 2   | 3 | 1 | 0 | 2 | 41 | 72 | -31  |
| 4 | Finlande | 1   | 3 | 0 | 1 | 2 | 46 | 60 | -14  |

| Suède - Espagne 31-11 Pologne - Finlande 14-14 Espagne - Finlande 19-16 Suède - Pologne 19-14 Pologne - Espagne 25-11 Suède - Finlande 27-16 |

### Groupe B (Berlin-Est)
|   | Équipe     | Pts | J | G | N | P | Bp | Bc  | Diff |
| - | ---------- | --- | - | - | - | - | -- | --- | ---- |
| 1 | Allemagne  | 6   | 3 | 3 | 0 | 0 | 97 | 25  | 72   |
| 2 | Norvège    | 4   | 3 | 2 | 0 | 1 | 67 | 40  | 27   |
| 3 | France     | 2   | 3 | 1 | 0 | 2 | 66 | 57  | 9    |
| 4 | Luxembourg | 0   | 3 | 0 | 0 | 3 | 20 | 128 | -108 |

| Allemagne - Luxembourg 46-4 Norvège- France 17-13 Allemagne - France 32-12 Norvège - Luxembourg 41-8 France- Luxembourg 41-8 Allemagne - Norvège 19-9 |

### Groupe C (Magdebourg)
|   | Équipe          | Pts | J | G | N | P | Bp | Bc | Diff |
| - | --------------- | --- | - | - | - | - | -- | -- | ---- |
| 1 | Tchécoslovaquie | 6   | 3 | 3 | 0 | 0 | 74 | 41 | 33   |
| 2 | Hongrie         | 3   | 3 | 1 | 1 | 1 | 46 | 58 | -12  |
| 3 | Islande         | 2   | 3 | 1 | 0 | 2 | 46 | 57 | -11  |
| 4 | Roumanie        | 1   | 3 | 0 | 1 | 2 | 40 | 50 | -10  |

| Tchécoslovaquie - Islande 27-17 Hongrie - Roumanie 16-16 Islande - Roumanie 13-11 Tchécoslovaquie - Hongrie 26-11 Hongrie - Islande 19-16 Tchécoslovaquie - Roumanie 21-13 |

### Groupe D (Rostock)
|   | Équipe      | Pts | J | G | N | P | Bp | Bc | Diff |
| - | ----------- | --- | - | - | - | - | -- | -- | ---- |
| 1 | Danemark    | 6   | 3 | 3 | 0 | 0 | 74 | 42 | 32   |
| 2 | Yougoslavie | 4   | 3 | 2 | 0 | 1 | 69 | 37 | 32   |
| 3 | Autriche    | 2   | 3 | 1 | 0 | 2 | 50 | 69 | -19  |
| 4 | Brésil      | 0   | 3 | 0 | 0 | 3 | 33 | 78 | -45  |

| Danemark - Brésil 32-12 Yougoslavie - Autriche 35-8 Autriche - Brésil 24-12 Danemark - Yougoslavie 20-12 Yougoslavie - Brésil 22-9 Danemark - Autriche 22-18 |

## Tour principal
Le groupe 1 rassemble les deux premiers des groupes B et C et le groupe 2 rassemble les deux premiers des groupes A et D. Le résultat entre les deux équipes issues d’un même groupe du Tour préliminaire sont conservés.
- Qualifié pour la finale
- Qualifié pour la finale pour la 3e place
- Qualifié pour le match de classement pour la 5e place
- Qualifié pour le match de classement pour la 7e place

### Groupe 1 (Berlin-Est)
|   | Équipe          | Pts | J | G | N | P | Bp | Bc | Diff |
| - | --------------- | --- | - | - | - | - | -- | -- | ---- |
| 1 | Tchécoslovaquie | 6   | 3 | 3 | 0 | 0 | 64 | 35 | 29   |
| 2 | Allemagne       | 4   | 3 | 2 | 0 | 1 | 55 | 41 | 14   |
| 3 | Norvège         | 2   | 3 | 1 | 0 | 2 | 42 | 61 | -19  |
| 4 | Hongrie         | 0   | 3 | 0 | 0 | 3 | 47 | 71 | -24  |

| Allemagne - Hongrie 22-15 Tchécoslovaquie - Norvège 21-10 Norvège - Hongrie 23-21 Tchécoslovaquie - Allemagne 17-14 |

### Groupe 2 (Leipzig)
|   | Équipe      | Pts | J | G | N | P | Bp | Bc | Diff |
| - | ----------- | --- | - | - | - | - | -- | -- | ---- |
| 1 | Suède       | 6   | 3 | 3 | 0 | 0 | 58 | 35 | 23   |
| 2 | Danemark    | 4   | 3 | 2 | 0 | 1 | 54 | 40 | 14   |
| 3 | Pologne     | 2   | 3 | 1 | 0 | 2 | 38 | 48 | -10  |
| 4 | Yougoslavie | 0   | 3 | 0 | 0 | 3 | 28 | 55 | -27  |

| Danemark - Pologne 22-15 Suède - Yougoslavie 26-9 Pologne - Yougoslavie 9-7 Suède - Danemark 13-12 |

## Matchs de classement

### Match de classement pour la7eplace
| 7 mars 1958 | Hongrie         | 24 – 16 | Yougoslavie | Berlin-Est |
| 7 mars 1958 | Sándor Fekete 6 | (10-9)  | ?           | Berlin-Est |

Feuille de match
- Hongrie[2] : Mihály Faludi (GB), István Vajna (4), Ferenc Som (5), Rudolf Bolla (3), Sándor Fekete (6), Béla Schvajda (2), Jenő Balázs (1), Tibor Kőszegi , Ottó Hetényi (2), Jenő Horváth (1), Ottó Bencsik. Sélectionneur : Sándor Cséfay.
- Yougoslavie : ?

### Match de classement pour la5eplace
| 7 mars 1958 | Pologne | 20 – 18 | Norvège         | Berlin-Est |
| 7 mars 1958 |         | (11-8)  | Jon Narvestad 5 | Berlin-Est |

Feuille de match
- Pologne : ?
- Norvège[3] : Oddvar Klepperås (0), Ivar Sandboe (3), Erik Vellan (1), Kjell Svestad (0), Jonny Hovde (1), Hans Lien (1), Odd Nielsen (0), Jan Flatla (3), Roy Yssen (4), Jon Narvestad (5).

### Finale pour la3eplace
| 8 mars 1958 | Allemagne            | 16 – 13 | Danemark       | Berlin-Est |
| 8 mars 1958 | Maychrzak et Giele 4 | (10-6)  | Mogens Olsen 6 | Berlin-Est |

Feuille de match
- Allemagne : Hinrichs (GB), Hirsch (2), Matz (2), Maychrzak (4), Tiedemann, Kretzschmar, Schwenker (2), Giele (4), Vollmer, Käsler (2).
- Danemark[4] : Bent Mortensen (0), Mogens Olsen (6), Jørgen Skipper Nielsen (0), Steen Petersen (0), Mogens Cramer (0), Paul Locht (2), Aage Holm-Pedersen (0), Ole Halskov (0), Preben Marott (1), Per Theilmann (4), Knud Sørensen (0).

### Finale
| 8 mars 1958 | Suède           | 22 - 12  | Tchécoslovaquie | Berlin-Est Affluence : 6 400 Arbitrage : Karlheinz Gerstenberger |
| 8 mars 1958 | Kjell Jönsson 7 | (10 - 5) | 5 joueurs 2     | Berlin-Est Affluence : 6 400 Arbitrage : Karlheinz Gerstenberger |

Feuille de match
- Suède[5],[6] : Roland Mattsson, Lennart Ring, Hans Olsson (2), Uno Danielsson (5), Rolf Zachrisson, Stig Lennart Olsson, Rune Åhrling (2), Hans Carlsson (2), Kjell Jönsson (7), Nils Ekeroth (2), Gunnar Kämpendahl (2).
- Tchécoslovaquie[6] : Vladimír Nykl, Jiří Vícha ; Václav Eret (1), Antonín Frolo (1), Jiří Klemm, Bedřich König (2), Vojtěch Mareš, Jaroslav Provazník (2), Dušan Ruža (2), Josef Trojan (2), Miroslav Vícha (2).

## Classement final
| Rang                      | Équipe          | J | G | N | P | Bp  | Bc  | Diff |  |
| ------------------------- | --------------- | - | - | - | - | --- | --- | ---- |  |
| Médaille d'or, monde      | Suède           | 6 | 6 | 0 | 0 | 138 | 74  | +64  |  |
| Médaille d'argent, monde  | Tchécoslovaquie | 6 | 5 | 0 | 1 | 124 | 87  | +37  |  |
| Médaille de bronze, monde | Allemagne       | 6 | 5 | 0 | 1 | 149 | 70  | +79  |  |
| 4e                        | Danemark        | 6 | 4 | 0 | 2 | 121 | 86  | +35  |  |
| 5e                        | Pologne         | 6 | 3 | 1 | 2 | 97  | 91  | +6   |  |
| 6e                        | Norvège         | 6 | 3 | 0 | 3 | 118 | 102 | +16  |  |
| 7e                        | Hongrie         | 6 | 2 | 1 | 3 | 106 | 119 | –13  |  |
| 8e                        | Yougoslavie     | 6 | 2 | 0 | 4 | 101 | 96  | +5   |  |
|                           |                 |   |   |   |   |     |     |      |  |
| 9e à 16e                  | France          | 3 | 1 | 0 | 2 | 66  | 57  | +9   |  |
| 9e à 16e                  | Islande         | 3 | 1 | 0 | 2 | 46  | 57  | –11  |  |
| 9e à 16e                  | Autriche        | 3 | 1 | 0 | 2 | 50  | 69  | –19  |  |
| 9e à 16e                  | Espagne         | 3 | 1 | 0 | 2 | 41  | 72  | –31  |  |
| 9e à 16e                  | Roumanie        | 3 | 0 | 1 | 2 | 40  | 50  | –10  |  |
| 9e à 16e                  | Finlande        | 3 | 0 | 1 | 2 | 46  | 60  | –14  |  |
| 9e à 16e                  | Brésil          | 3 | 0 | 0 | 3 | 33  | 78  | –45  |  |
| 9e à 16e                  | Luxembourg      | 3 | 0 | 0 | 3 | 20  | 128 | –108 |  |

Remarque : les équipes éliminées lors du tour préliminaire sont classées de la 9e à la 16e place.

## Statistiques

### Meilleurs buteurs
Les meilleurs buteurs sont,, :
| Rang | Joueurs           | Équipe          | Buts |
| ---- | ----------------- | --------------- | ---- |
| 1    | Mogens Olsen      | Danemark        | 46   |
| 2    | Vaclav Eret       | Tchécoslovaquie | 35   |
| 3    | Ferenc Som        | Hongrie         | 33   |
| 4    | Rune Åhrling      | Suède           | 23   |
| 4    | Kjell Jönsson     | Suède           | 23   |
| 4    | Per Theilmann     | Danemark        | 23   |
| 4    | Steffelbauer      | Autriche        | 23   |
| 8    | Stevanović        | Yougoslavie     | 22   |
| 8    | Gunnar Kämpendahl | Suède           | 22   |
| 8    | Rudolf Hirsch     | Allemagne (RDA) | 22   |
| 11   | Otto Maychrzak    | Allemagne (RFA) | 20   |

### Statistiques collectives
- meilleure attaque sur six matches  Allemagne : 149 buts ;
- meilleure défense sur six matches  Allemagne : 70 buts.

## Effectif des équipes sur le podium

### Champion du monde:Suède
- Donald Lindblom (GDB)
- Roland Mattsson (GDB)
- Lennart Ring (GDB)
- Rune Åhrling
- Gösta Carlsson
- Uno Danielsson
- Nils Ekeroth
- Sten Hellberg
- Kjell Jönsson
- Gunnar Kämpendahl
- Hans Karlsson
- Hans Olsson
- Lars-Erik Olsson
- Stig-Lennart Olsson
- Åke Reimer
- Rolf Zachrisson

Sélectionneur
- Curt Wadmark

### Vice-champion du monde:Tchécoslovaquie
- Vladimír Nykl (GB)
- Jiří Vícha (GB)
- Josef Čaniga
- Karel Čermák
- Václav Eret
- Antonín Frolo
- Jiří Klemm
- Bedřich König
- Vojtěch Mareš
- Jaroslav Provazník
- Dušan Ruža
- Oldřich Spáčil
- Josef Trojan
- Miroslav Vícha
- František Vykouřil

Sélectionneur
- Jan Voreth

### Troisième place:Allemagne
L'équipe unifiée d'Allemagne était composée de joueurs venus de RFA et de RDA :
- Hans Beier (GDB) (RDA)
- Hans-Jürgen Hinrichs (GDB) (RFA)
- Fredi Pankonin (RFA)
- Adolf Giele (RFA)
- Harald Gleinig (RFA)
- Günter Herzog (RDA)
- Rudolf Hirsch (RDA)
- Horst Käsler (RFA)
- Peter Kretzschmar (RDA)
- Klaus-Dieter Matz (RDA)
- Otto Maychrzak (RFA)
- Günter Mundt (RDA)
- Wolfgang Niescher (RDA)
- Hinrich Schwenker (RFA)
- Paul Tiedemann (RDA)
- Edwin Vollmer (RFA)

Sélectionneurs
- Werner Vick (RFA)
- Heinz Seiler (RDA)

### Neuvième place:France
L'effectif de l'équipe de France était :
- André Beaucourt
- Maurice Chastanier
- Gérard Dumont
- Jean Férignac (GDB)
- Jean Goupy
- Jaques Labrot
- Jean-Pierre Lacoux
- Marcel Lartigau
- Georges Leroy
- Étienne Lupatin
- Jaques Moneghetti
- Michel Paolini
- Michel Pichot
- Robert Rios
- Yvon Robin
- Jean-Claude Thomas

Sélectionneur
- Bernhard Kempa,